# Arcadia University
Arcadia University es un lugar designado por el censo ubicado en el condado de Montgomery en el estado estadounidense de Pensilvania. En el año 2010 tenía una población de 595 habitantes.

## Geografía
Arcadia University se encuentra ubicado en las coordenadas 40°5′32″N 75°18′22″O / 40.09222, -75.30611.